# Johann von Ennsthal
Johann von Ennsthal (auch Ensital, Enstall; † 22. Juli 1281 in Rom) war 1274–1279 Bischof von Chiemsee und 1279–1281 als Johann I. Bischof von Gurk.

## Leben
Johann von Ennsthal entstammte einem steirischen Adelsgeschlecht und war der Bruder des Bischofs Gerhart von Lavant sowie Mitglied eines Ordens.
Nach dem Tod des Chiemseer Bischofs Heinrich von Lützelburg 1274 wurde er vom Salzburger Erzbischof Berthold von Leiningen zu dessen Nachfolger ernannt. In dieser Funktion war er Teilnehmer der Provinzialsynode 1274 in Salzburg. Als Anhänger des Königs Rudolf von Habsburg war er 1276 Zeuge des Friedensschlusses zwischen Rudolf und dem Böhmenkönig Ottokar II. Přemysl.
Am 13. Januar 1279 wurde er vom Erzbischof Berthold von Leiningen auf den Bischofsstuhl in Gurk transferiert. Die Bestätigung durch Papst Nikolaus III. erfolgte am 25. Mai 1279. 1281 wurde er von König Rudolf zu seinem Hofkanzler und Reichsstatthalter der Toskana ernannt. Wenig später betraute ihn Rudolf mit der ehrenvollen Aufgabe, seine Tochter Clementia dem König Karl von Sizilien für dessen Enkel Karl zu übergeben. Er reiste der Braut nach Italien voraus und traf am 24. Mai 1281 mit Papst Martin IV. in Orvieto zusammen. Zwei Monate später verstarb Johann von Ennsthal in Rom. Seine letzte Ruhestätte ist unbekannt.